# Alfred Frank Millidge
Alfred Frank Millidge (1914 – 16 april 2012) was een Brits arachnoloog die publiceerde over Britse en Amerikaanse spinnen, onder meer met het driedelige British Spiders (met George Hazlewood Locket als mede-auteur). In 1983 was hij de eerste die de spinnensoorten Walckenaeria crocea beschreef.

## Eponimie
- Wabasso millidgei Eskov, 1988
- Scotinotylus millidgei Eskov, 1989
- Mecopisthes millidgei Wunderlich, 1995
- Afroneta millidgei Merrett & Russell-Smith, 1996
- Afraflacilla millidgei Zabka & Gray, 2002
- Misgolas millidgei Wishart & Rowell, 2008

## Taxons door hem beschreven
- Adelonetria dubiosa
- Ambengana complexipalpis
- Annapolis
- Anodoration
- Bactrogyna prominens
- Blestia sarcocuon
- Caenonetria perdita
- Catacercus fuegianus
- Catonetria caeca
- Cautinella minuta
- Chiangmaia
- Chthiononetes tenuis
- Cryptolinyphia sola
- Ctenophysis chilensis
- Cyphonetria thaia
- Dendronetria
- Diechomma
- Diploplecta
- Diplothyron fuscus
- Disembolus amoenus
- Disembolus anguineus
- Disembolus beta
- Disembolus concinnus
- Disembolus convolutus
- Disembolus galeatus
- Disembolus hyalinus
- Disembolus implexus
- Disembolus implicatus
- Disembolus lacteus
- Disembolus lacunatus
- Disembolus procerus
- Disembolus sinuosus
- Disembolus solanus
- Disembolus torquatus
- Disembolus vicinus
- Dolabritor
- Dubiaranea insulana
- Dumoga
- Dunedinia
- Epiwubana jucunda

## Publicaties
- Locket, G. H., Millidge, A. F. & Merrett, P., 1951-1956 - British Spiders, drie delen.
- Millidge, A. F., 1985 - Some linyphiid spiders from South America (Araneae, Linyphiidae), Am. Museum of Natural History, p. 1-78.
- Millidge, A. F., 1987 - The erigonine spiders of North America. Part 8, The genus Eperigone Crosby and Bishop (Araneae, Linyphiidae), Am. Museum of Natural History, n.2885.
- Millidge, A. F., 1988 - Genus Prinerigone, gen. nov. (Araneae: Linyphiidae). Bull. of British arachnological Soc. vol.7, p. 216.
- Millidge, A. F., 1993 - Blestia, a new genus of erigonine spider with clypeal sulci (Araneae: Linyphiidae). Bull. of British arachnological Soc. vol.9, p. 126-128.
- Millidge, A. F., 2005 - Further linyphiid spiders (Araneae) from South America, Bull. of American Museum of Natural History, vol.205.